# Bob Morane: Chevalerie
Bob Morane: Chevalerie è un videogioco di avventura dinamica sul personaggio letterario belga Bob Morane, pubblicato nel 1987 per i computer Amstrad CPC, Atari ST, MS-DOS, Thomson MO6 e Thomson TO8 e nel 1988 per Commodore 64 dalla Infogrames.
La versione originale francese viene presentata anche come Bob Morane: Chevalerie 1, ma non venne mai prodotto un numero 2. Il gioco è il secondo di una serie dedicata a Bob Morane che comprende altri tre titoli, con ambientazioni tutte diverse.
La versione Thomson uscì anche in italiano, con il titolo Bob Morane: Cavalleria, per Olivetti Prodest PC 128 (variante del Thomson MO6). Diversamente a seconda delle piattaforme, uscirono anche versioni in spagnolo, tedesco e inglese, quest'ultima con il titolo Lee Enfield in the Tournament of Death, rimuovendo ogni riferimento al personaggio originale. La serie, nella versione inglese, è chiamata Time Troubleshooter.

## Trama
Bob Morane (Lee Enfield nella versione inglese, ma la trama non cambia) è un agente speciale che può essere trasferito attraverso il tempo e in questo caso è stato inviato nel XIII secolo, in un castello della Contea della Savoia. L'Ombra Gialla, suo storico nemico, si è impadronito della Sacra Sindone e la custodisce nel castello. Per recuperarla Bob Morane deve avventurarsi nel castello, pieno di botole e passaggi segreti, affrontando a mani nude soldati e orsi addestrati al servizio dell'Ombra Gialla.

## Modalità di gioco
Il gioco è un'avventura dinamica che si svolge in un ambiente da esplorare, composto da stanze tridimensionali fisse. La visuale sulla stanza attuale occupa solo una parte dello schermo, mentre la maggior parte di esso è riempito da un'immagine decorativa dell'eroe in armatura medievale (sebbene nel gioco non la indossi) e del suo nemico.
Il giocatore controlla Bob che può muoversi in orizzontale e in profondità per le stanze. Combinando il pulsante o tasto di fuoco con gli opportuni movimenti si possono prendere e dare oggetti, trovabili all'interno di armadi e contenitori, e utilizzare passaggi segreti.
Come avversari si possono incontrare soldati a cavallo, guardie a piedi e orsi. Bob può combattere a pugni e ha due barre indicatrici verticali, una della salute e una della forza. Per combattere bisogna agitare più rapidamente possibile i controlli destra-sinistra, e la barra della forza mostra quanto si sta combattendo efficacemente. Scudi e armature raccolti aumentano la resistenza negli scontri.

## Libro
Come per gli altri titoli della serie, la versione originale francese di Bob Morane: Chevalerie 1 era venduta insieme a un libro di oltre 300 pagine, pubblicato anche separatamente dalla Glénat nella collana Bob Morane Magazine, che include varie opere a tema: il romanzo La prisonnière de l'ombre jaune di Henri Vernes, il fumetto Les écluses du ciel di Rodolphe & Rouge, il librogame Le donjon enchanté di Pierre Rosenthal e una guida alla cavalleria di Philippe Agripnidis (ideatore anche del videogioco).

## Accoglienza
I giudizi delle riviste dell'epoca furono variabili, dallo scarso al discreto. La versione per Commodore 64 in particolare ottenne recensioni estremamente negative da Zzap! 24 e da Commodore User 57, con voti complessivi rispettivamente di 8% e 1/10. Come principale difetto, in tutte le versioni, veniva evidenziata la piccolezza dell'area di gioco visibile. Aktueller Software Markt 3 apprezzò la versione Atari ST, notando una certa somiglianza generale con Iznogoud della stessa Infogrames.